# Blepharida judithae
Blepharida judithae là một loài bọ cánh cứng trong họ Chrysomelidae. Loài này được Furth miêu tả khoa học năm 1998.